# Internationale Filmfestspiele Berlin 2019

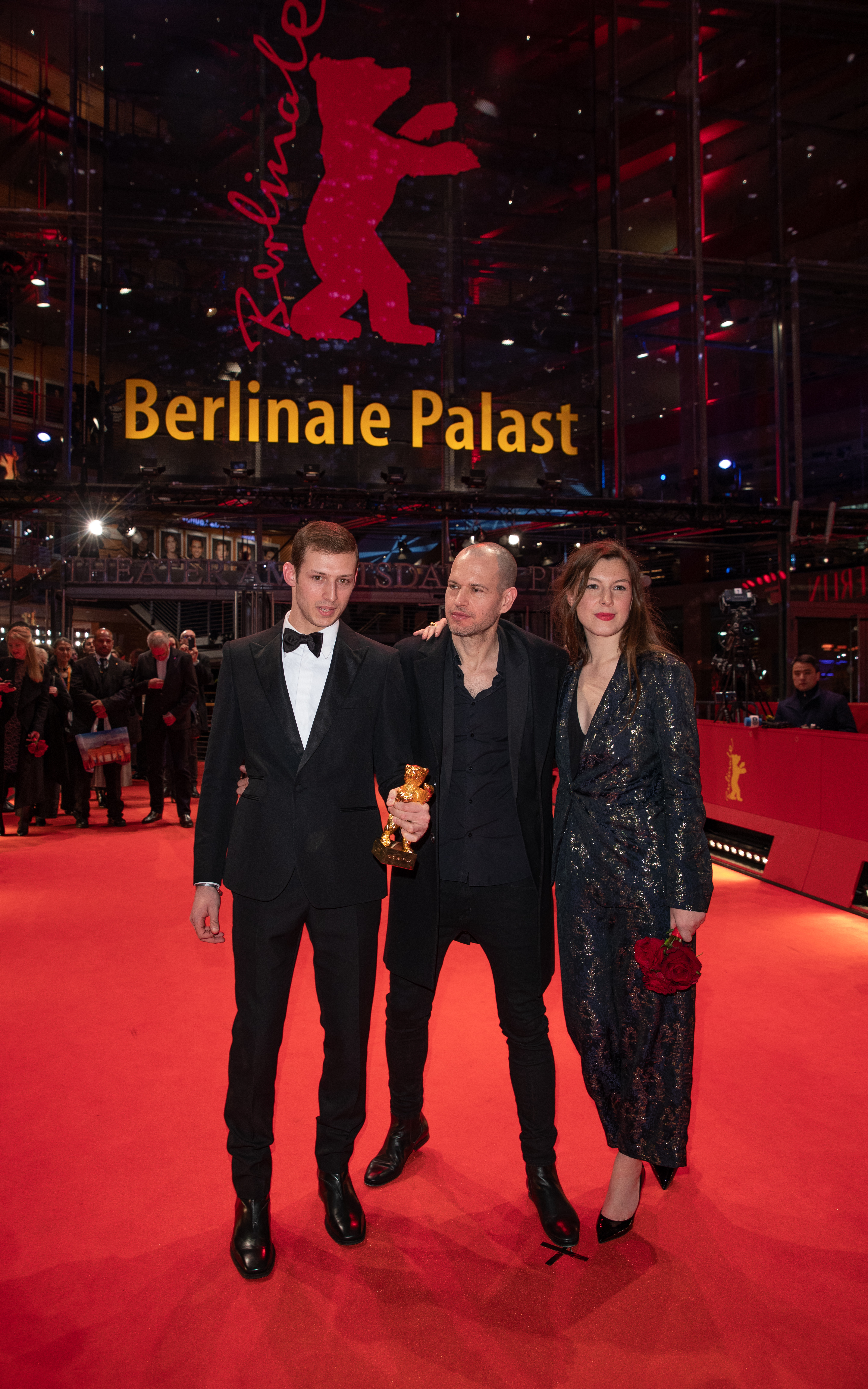
Nadav Lapid (Mitte) gemeinsam mit seinen Darstellern Tom Mercier und Louise Chevillotte und dem gewonnenen Goldenen Bären für Synonymes

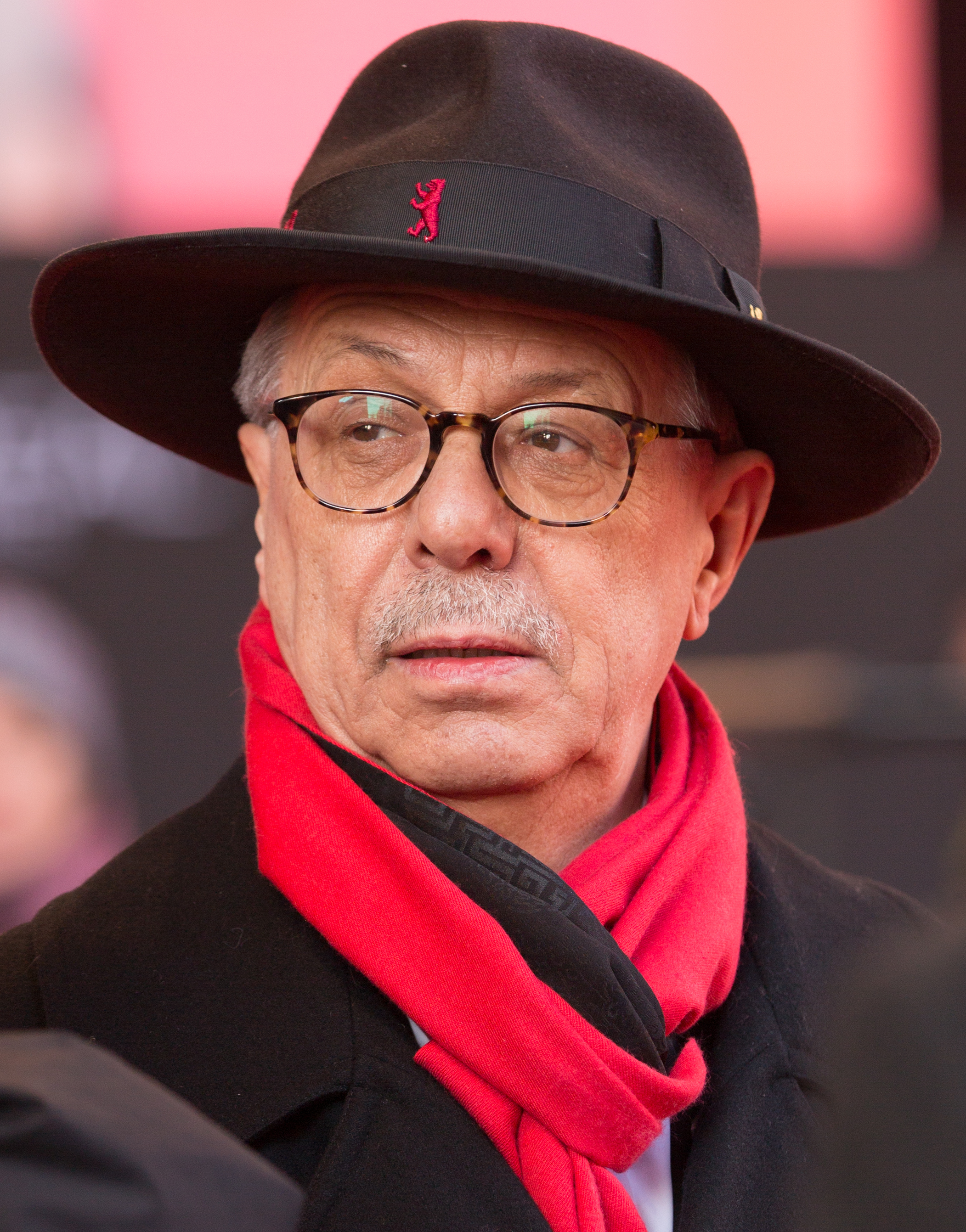
Dieter Kosslick ist 2019 letztmals Berlinale-Direktor.

Die 69. Internationalen Filmfestspiele Berlin (Berlinale) fanden vom 7. bis 17. Februar 2019 statt. Sie wurden zum 18. und letzten Mal unter der Leitung von Dieter Kosslick veranstaltet, der 2020 von Carlo Chatrian und Mariette Rissenbeek abgelöst wurde.
Eröffnet wurde das Festival mit dem Ensemblefilm The Kindness of Strangers – Kleine Wunder unter Fremden von Lone Scherfig, der auch um den Goldenen Bären konkurrierte. Das endgültige Programm wurde offiziell am 29. Januar 2019 vorgestellt. Mit dem Hauptpreis des Festivals wurde die internationale Koproduktion Synonymes des israelischen Regisseurs Nadav Lapid ausgezeichnet.
Die britische Schauspielerin Charlotte Rampling wurde im Rahmen des Festivals mit dem Goldenen Ehrenbären für ihr Lebenswerk und einer Hommage geehrt.

## Offizielle Sektionen

### Internationaler Wettbewerb

#### Internationale Jury

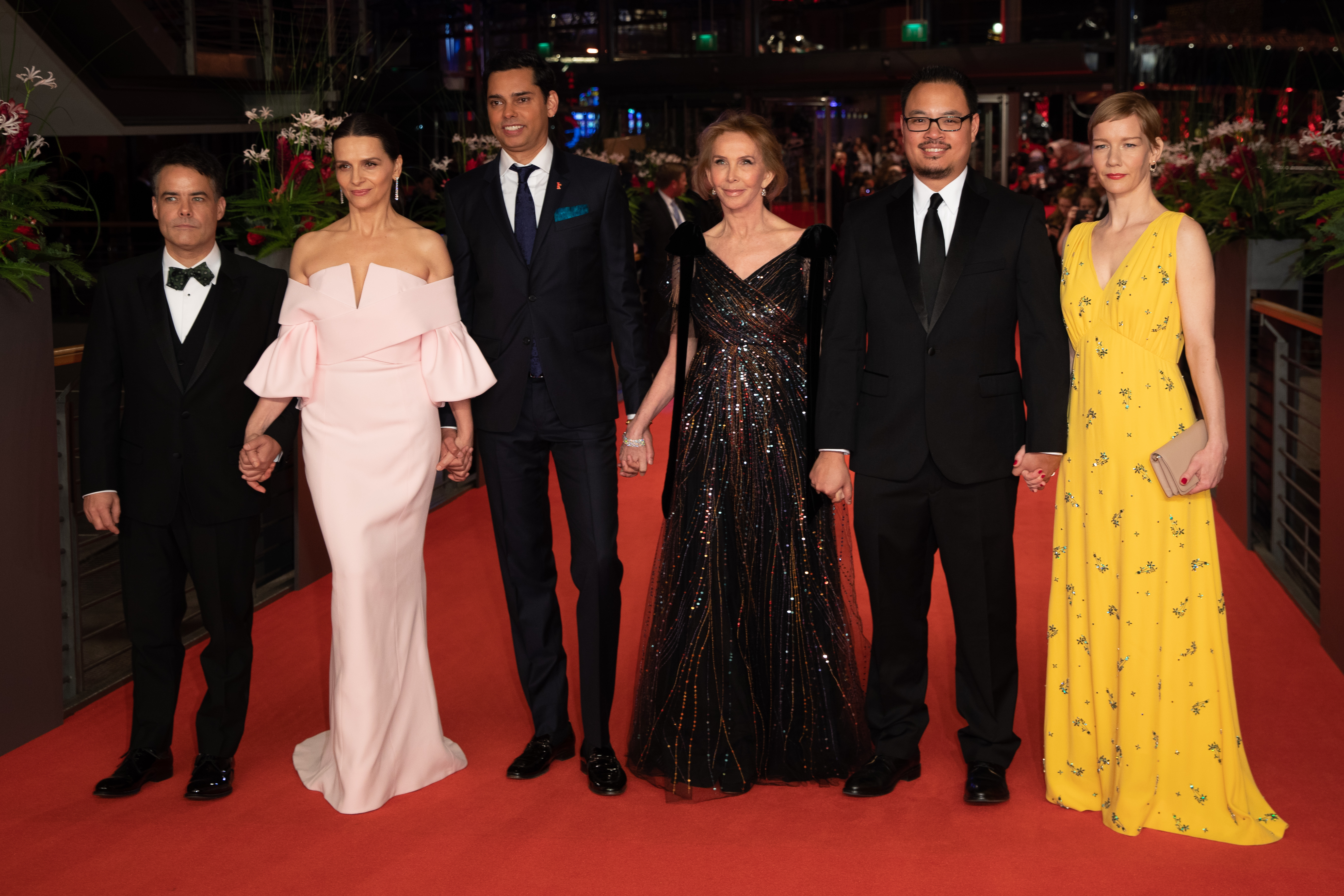
Die Mitglieder der Jury vor der Preisverleihung: v. l. n. r. Sebastián Lelio, Juliette Binoche, Rajendra Roy, Trudie Styler, Justin Chang und Sandra Hüller

Als Jury-Präsidentin wurde im Dezember 2018 Juliette Binoche präsentiert. Die französische Schauspielerin war in der Vergangenheit mehrfach mit Filmen auf der Berlinale vertreten, darunter im Wettbewerb (Die Nacht ist jung, 1987; Der englische Patient, 1997 – Darstellerpreis; Chocolat – Ein kleiner Biss genügt, 2001; In My Country, 2004; Camille Claudel 1915, 2013; Nobody Wants the Night, Eröffnungsfilm 2015), in den Sektionen Panorama (Das bessere Leben, 2012) und Forum (Die Liebenden von Pont-Neuf, 1992). 1993 wurde Binoche außerdem mit der Berlinale Kamera geehrt.
Der Jury-Präsidentin standen bei der Vergabe der Preise mehrere Jurymitglieder zur Seite, die bei der offiziellen Vorstellung des Programms am 29. Januar 2019 benannt worden waren:
- Justin Chang, US-amerikanischer Filmkritiker
- Sandra Hüller, deutsche Schauspielerin (Darstellerpreis 2006)
- Sebastián Lelio, chilenischer Filmregisseur und Drehbuchautor (Drehbuchpreis und Teddy Award 2017)
- Rajendra Roy, US-amerikanischer Filmkurator
- Trudie Styler, britische Schauspielerin und Filmproduzentin

#### Filme
Die Filmauswahl im Wettbewerb um den Goldenen Bären wurde am 13. Dezember 2018, 10. und 17. Januar 2019 bekanntgegeben. Von den ursprünglich 17 Filmen im Wettbewerb konnte der chinesische Beitrag Eine Sekunde von Zhang Yimou vier Tage vor der Uraufführung offiziell aufgrund von technischen Problemen bei der Postproduktion nicht gezeigt werden.
| Filmtitel (Verweistitel)                                                            | Regie                  | Land                                                 | Darsteller (Auswahl) |
| ----------------------------------------------------------------------------------- | ---------------------- | ---------------------------------------------------- | --- |
| Der Boden unter den Füßen                                                           | Marie Kreutzer         | Österreich                                           | Valerie Pachner, Pia Hierzegger, Mavie Hörbiger, Michelle Barthel, Marc Benjamin, Axel Sichrovsky, Dominic Marcus Singer, Meo Wulf                                                   |
| Di jiu tian chang                                                                   | Wang Xiaoshuai         | VR China                                             | Wang Jingchun, Yong Mei, Qi Xi, Wang Yuan, Du Jiang, Ai Liya, Xu Cheng, Li Jingjing, Zhao Yanguozhang                                                                                |
| Elisa y Marcela (Elisa & Marcela)                                                   | Isabel Coixet          | Spanien                                              | Natalia de Molina, Greta Fernández, Sara Casasnovas, Tamar Novas, María Pujalte |
| Gelobt sei Gott (Grâce à Dieu)                                                      | François Ozon          | Frankreich                                           | Melvil Poupaud, Denis Ménochet, Swann Arlaud, Éric Caravaca, François Marthouret, Bernard Verley, Martine Erhel, Josiane Balasko, Hélène Vincent, François Chattot, Frédéric Pierrot |
| Der Goldene Handschuh                                                               | Fatih Akin             | Deutschland, Frankreich                              | Jonas Dassler, Margarethe Tiesel, Hark Bohm |
| Gott existiert, ihr Name ist Petrunya (God Exists, Her Name is Petrunija)           | Teona Strugar Mitevska | Mazedonien, Belgien, Slowenien, Kroatien, Frankreich | Zorica Nusheva, Labina Mitevska, Simeon Moni Damevski, Suad Begovski, Violeta Shapkovska, Stefan Vujisic, Xhevdet Jasari, Andrijana Kolevska                                         |
| Ghost Town Anthology (Répertoire des villes disparues)                              | Denis Côté             | Kanada                                               | Robert Naylor, Josée Deschênes, Jean-Michel Anctil, Larissa Corriveau, Rémi Goulet, Diane Lavallée, Hubert Proulx, Rachel Graton, Normand Carrière, Jocelyne Zucco                   |
| Ich war zuhause, aber…                                                              | Angela Schanelec       | Deutschland, Serbien                                 | Maren Eggert, Franz Rogowski, Lilith Stangenberg, Jakob Lassalle, Clara Möller |
| The Kindness of Strangers – Kleine Wunder unter Fremden (The Kindness of Strangers) | Lone Scherfig          | Dänemark, Kanada, Schweden, Deutschland, Frankreich  | Zoe Kazan, Tahar Rahim, Andrea Riseborough, Caleb Landry Jones, Jay Baruchel, Bill Nighy                                                                                             |
| Eine Geschichte von drei Schwestern (Kız Kardeşler)                                 | Emin Alper             | Türkei, Deutschland, Niederlande, Griechenland       | Cemre Ebüziyya, Ece Yüksel, Helin Kandemir, Kayhan Açikgöz, Müfit Kayacan, Kubilay Tunçer                                                                                            |
| Red Secrets – Im Fadenkreuz Stalins (Mr. Jones)                                     | Agnieszka Holland      | Polen, Großbritannien, Ukraine                       | James Norton, Vanessa Kirby, Peter Sarsgaard |
| Öndög                                                                               | Wang Quan’an           | Mongolei                                             | Dulamjav Enkhtaivan, Aorigeletu, Norovsambuu Batmunkh |
| Paranza – Der Clan der Kinder (La paranza dei bambini)                              | Claudio Giovannesi     | Italien                                              | Francesco Di Napoli, Ar Tem, Viviana Aprea, Pasquale Marotta |
| Pferde stehlen (Ut og stjæle hester)                                                | Hans Petter Moland     | Norwegen, Schweden, Dänemark                         | Stellan Skarsgård, Tobias Santelmann, Bjørn Floberg, Danica Curcic |
| Synonymes (Synonyms)                                                                | Nadav Lapid            | Frankreich, Israel, Deutschland                      | Tom Mercier, Quentin Dolmaire, Louise Chevillotte |
| Systemsprenger                                                                      | Nora Fingscheidt       | Deutschland                                          | Helena Zengel, Albrecht Schuch, Gabriela Maria Schmeide, Lisa Hagmeister |
| Eine Sekunde (Yi miao zhong)                                                        | Zhang Yimou            | VR China                                             | Zhang Yi, Liu Haocun, Fan Wei |

Außer Konkurrenz:
- L’adieu à la nuit (Farewell to the Night) – Regie: André Téchiné (Frankreich, Deutschland) – mit Catherine Deneuve, Kacey Mottet Klein, Oulaya Amamra, Stéphane Bak, Mohamed Djouhri
- Aretha Franklin: Amazing Grace – Regie: Alan Elliott (USA) – Dokumentarfilm
- Marighella – Regie: Wagner Moura (Brasilien) – mit Seu Jorge, Adriana Esteves, Bruno Gagliasso, Jorge Paz, Luiz Carlos Vasconcelos, Humberto Carrão, Bella Camero, Ana Paula Bouzas
- Die Agentin (The Operative) – Regie: Yuval Adler (Deutschland, Israel, Frankreich, USA) – mit Diane Kruger, Martin Freeman, Cas Anvar
- Agnès Varda – Publikumsgespräche (Varda par Agnés) – Regie: Agnès Varda (Dokumentarfilm)
- Vice – Der zweite Mann (Vice) – Regie: Adam McKay – mit Christian Bale, Amy Adams, Steve Carell, Sam Rockwell, Tyler Perry
- Hero – Regie: Zhang Yimou  –  aufgrund der Absage von Eine Sekunde[10][11]

### Berlinale Shorts
In der Reihe Berlinale Shorts werden Spiel-, Dokumentar-, Experimental- und Animationsfilme mit einer Maximallänge von 30 Minuten (inkl. Abspann) gezeigt. Internationale Beiträge dürfen vor der Berlinale-Aufführung noch nicht außerhalb ihres Entstehungslandes gezeigt worden sein. Als Thema wurden „Unterschiedliche Dimensionen von Macht, Sichtbarkeit und Wissen“ im Zusammenspiel mit „der Frage nach Teilhabe“ genannt. Kuratorin der Berlinale Shorts ist seit 2007 die freie Autorin und Filmregisseurin Maike Mia Höhne.
Die Beiträge des Kurzfilmwettbewerbs – 24 Filme aus 17 Ländern – wurden am 14. Januar 2019 bekanntgegeben.
2019 gehören der Internationalen Kurzfilmjury der US-amerikanische Senior Curator bei Vimeo Jeffrey Bowers, die kroatische Leiterin der Akquise bei MUBI Vanja Kaludjercic und die künstlerische Leiterin sowie Gründerin der RAW Material Company aus Senegal Koyo Kouoh an. Neben dem Goldenen Bär für den besten Kurzfilm und dem Silbernen Bär vergibt die Jury die Nominierung für den Europäischen Kurzfilmpreis und den Audi Short Film Award.
| Filmtitel (Verweistitel)                  | Regie                             | Land                                 | Länge (in min.) |
| ----------------------------------------- | --------------------------------- | ------------------------------------ | --------------- |
| All on a Mardi Gras Day                   | Michal Pietrzyk                   | USA                                  | 22’             |
| Blue Boy                                  | Manuel Abramovich                 | Argentinien, Deutschland             | 19’             |
| Can’t You See Them? - Repeat.             | Clarissa Thieme                   | Deutschland, Bosnien und Herzegowina | 09’             |
| Entropia                                  | Flóra Anna Buda                   | Ungarn                               | 10’             |
| Flexible Bodies                           | Louis Fried                       | Deutschland                          | 19’             |
| Héctor                                    | Victoria Giesen Carvajal          | Chile                                | 19’             |
| How to Breathe in Kern County             | Chris Filippone                   | USA                                  | 09’             |
| It has to be lived once and dreamed twice | Rainer Kohlberger                 | Deutschland, Österreich              | 28              |
| Kingdom                                   | Tan Wei Keong                     | Singapur                             | 05’             |
| Leyenda dorada                            | Chema García Ibarra, Ion de Sosa  | Spanien                              | 11’             |
| Lidérc úr                                 | Luca Tóth                         | Ungarn, Frankreich                   | 19’             |
| Mot Khu Dat Tot                           | Pham Ngoc Lan                     | Vietnam                              | 19’             |
| Në Mes                                    | Samir Karahoda                    | Kosovo                               | 15’             |
| Omarska                                   | Varun Sasindran                   | Frankreich                           | 19’             |
| Past Perfect                              | Jorge Jácome                      | Portugal                             | 23’             |
| Prendre feu                               | Michaël Soyez                     | Frankreich                           | 26’             |
| Rang Mahal                                | Prantik Basu                      | Indien                               | 27’             |
| Rise                                      | Bárbara Wagner, Benjamin de Burca | Brasilien, Kanada                    | 20’             |
| Shakti                                    | Martín Rejtman                    | Argentinien, Chile                   | 19’             |
| The Spirit Keepers of Makuta’ay           | Yen-Chao Lin                      | Kanada                               | 11’             |
| Splash                                    | Shen Jie                          | VR China                             | 09’             |
| Suc de síndria                            | Irene Moray                       | Spanien                              | 22’             |
| Umbra                                     | Florian Fischer, Johannes Krell   | Deutschland                          | 20’             |
| Welt an Bord                              | Eva Könnemann                     | Deutschland                          | 29’             |

Außer Konkurrenz:
- Al Mahatta – Regie: Eltayeb Mahdi (Sudan, 1989, 16’)
- Crvene gumene čizme – Regie: Jasmila Žbanić (Bosnien und Herzegowina, 2000, 18’)

### Panorama
Das Programm wurde am 18. Dezember 2018 und am 21. Januar 2019 bekanntgegeben. Insgesamt werden 45 Filme unter der Beteiligung von 38 Ländern präsentiert, darunter 34 Weltpremieren und 19 Erstlingswerke. Das Programm teilt sich in 29 Spiel- und 16 Dokumentarfilme.

#### Spielfilme
| Filmtitel (Verweistitel)                                                | Regie                               | Land                                                                          | Darsteller (Auswahl)                                                                                       |
| ----------------------------------------------------------------------- | ----------------------------------- | ----------------------------------------------------------------------------- | --- |
| 37 Seconds                                                              | HIKARI                              | Japan                                                                         | Mei Kayama, Misuzu Kanno, Makiko Watanabe, Shunsuke Daitō, Yuka Itaya                                      |
| Acid (Kislota)                                                          | Alexander Gortschilin               | Russische Föderation                                                          | Filipp Awdejew, Alexander Kusnezow, Arina Schewzowa, Alexandra Rebenok, Sawwa Saweljew                     |
| All My Loving                                                           | Edward Berger                       | Deutschland                                                                   | Lars Eidinger, Nele Mueller-Stöfen, Hans Löw                                                               |
| Breve historia del planeta verde (Brief Story from the Green Planet)    | Santiago Loza                       | Argentinien, Deutschland, Brasilien, Spanien                                  | Romina Escobar, Paula Grinszpan, Luis Soda                                                                 |
| Buoyancy                                                                | Rodd Rathjen                        | Australien                                                                    | Sarm Heng, Thanawut Kasro, Mony Ros                                                                        |
| Dafne                                                                   | Federico Bondi                      | Italien                                                                       | Carolina Raspanti, Antonio Piovanelli, Stefania Casini                                                     |
| The Day After I’m Gone                                                  | Nimrod Eldar                        | Israel                                                                        | Menashe Noy, Zohar Meidan                                                                                  |
| Divino Amor (Divine Love)                                               | Gabriel Mascaro                     | Brasilien, Uruguay, Chile, Dänemark, Norwegen, Schweden                       | Dira Paes, Julio Machado                                                                                   |
| A Dog Barking at the Moon                                               | Xiang Zi                            | VR China                                                                      | Nan Ji, Naren Hua, Zhang Xinyue                                                                            |
| Eynayim Sheli (Chained)                                                 | Yaron Shani                         | Israel, Deutschland                                                           | Eran Naim, Stav Almagor, Stav Patai                                                                        |
| La fiera y la fiesta (Holy Beasts)                                      | Laura Amelia Guzmán Israel Cárdenas | Dominikanische Republik, Argentinien, Mexiko                                  | Geraldine Chaplin, Udo Kier, Luis Ospina, Jaime Piña, Jackie Ludueña                                       |
| Flatland                                                                | Jenna Bass                          | Südafrika, Deutschland, Luxemburg                                             | Faith Baloyi, Nicole Fortuin, Izel Bezuidenhout                                                            |
| Flesh Out                                                               | Michela Occhipinti                  | Italien                                                                       | Beitta Ahmed Deiche, Amal Saab Bouh Oumar, Aichetou Abdallahi Najim, Sidi Mohamed Chighaly                 |
| Greta                                                                   | Armando Praça                       | Brasilien                                                                     | Marco Nanini, Denise Weinberg, Demick Lopes, Gretta Star                                                   |
| Hellhole                                                                | Bas Devos                           | Belgien, Niederlande                                                          | Willy Thomas, Alba Rohrwacher, Lubna Azabal, Hamza Belarbi                                                 |
| Jessica Forever                                                         | Caroline Poggi, Jonathan Vinel      | Frankreich                                                                    | Aomi Muyock, Sebastian Urzendowsky, Augustin Raguenet, Lukas Ionesco, Eddy Suiveng, Paul Hamy, Maya Coline |
| Light of My Life                                                        | Casey Affleck                       | USA                                                                           | Anna Pniowsky, Casey Affleck, Elisabeth Moss                                                               |
| Mid90s                                                                  | Jonah Hill                          | USA                                                                           | Sunny Suljic, Lucas Hedges, Katherine Waterston, Na-kel Smith, Olan Prenatt                                |
| Los miembros de la familia (Family Members)                             | Mateo Bendesky                      | Argentinien                                                                   | Tomás Wicz, Laila Maltz, Alejandro Russek                                                                  |
| Monos – Zwischen Himmel und Hölle (Monos)                               | Alejandro Landes, Alexis Dos Santos | Kolumbien, Argentinien, Niederlande, Deutschland, Dänemark, Schweden, Uruguay | Julianne Nicholson, Moisés Arias, Sofia Buenaventura, Julián Giraldo, Karen Quintero                       |
| O Beautiful Night                                                       | Xaver Böhm                          | Deutschland                                                                   | Noah Saavedra, Marko Mandić, Vanessa Loibl                                                                 |
| Šavovi (Stitches)                                                       | Miroslav Terzić                     | Serbien, Slowenien, Kroatien, Bosnien und Herzegowina                         | Snežana Bogdanović, Marko Baćović, Jovana Stojiljković                                                     |
| The Shadow Play                                                         | Lou Ye                              | VR China                                                                      | Jing Boran, Song Jia, Qin Hao, Ma Sichun                                                                   |
| Skin                                                                    | Guy Nattiv                          | USA                                                                           | Jamie Bell, Danielle Macdonald, Vera Farmiga, Bill Camp, Mike Colter                                       |
| The Souvenir                                                            | Joanna Hogg                         | Großbritannien                                                                | Honor Swinton Byrne, Tom Burke, Tilda Swinton                                                              |
| Staff Only                                                              | Neus Ballús                         | Spanien, Frankreich                                                           | Sergi López, Elena Andrada, Ian Samsó, Diomaye A. Ngom, Madeleine C. Ndong                                 |
| Das Beben (Tremors)                                                     | Jayro Bustamante                    | Guatemala, Frankreich, Luxemburg                                              | Juan Pablo Olyslager, Mauricio Armas Zebadúa, Diane Bathen, María Telón                                    |
| Das Wunder im Meer von Sargasso (To thávma tis thálassas ton Sargassón) | Syllas Tzoumerkas                   | Griechenland, Deutschland, Niederlande, Schweden                              | Angeliki Papoulia, Youla Boudali, Christos Passalis, Argyris Xafis, Thanassis Dovris                       |
| 우상 (Woo Sang) (Idol)                                                  | Lee Su-jin                          | Südkorea                                                                      | Han Suk-kyu, Sol Kyung-gu, Chun Woo-hee                                                                    |

#### Dokumentarfilme
| Filmtitel (Verweistitel)                                                    | Regie                          | Land                                          | mit                                                                                    |
| --------------------------------------------------------------------------- | ------------------------------ | --------------------------------------------- | -------------------------------------------------------------------------------------- |
| La Arrancada (On the Starting Line)                                         | Aldemar Matias                 | Frankreich, Kuba, Brasilien                   |                                                                                        |
| Der Atem                                                                    | Uli M Schueppel                | Deutschland                                   |                                                                                        |
| A Dog Called Money                                                          | Seamus Murphy                  | Irland, Großbritannien                        | PJ Harvey                                                                              |
| Estou Me Guardando Para Quando O Carnaval Chegar (Waiting for the Carnival) | Marcelo Gomes                  | Brasilien                                     |                                                                                        |
| Lemebel                                                                     | Joanna Reposi Garibaldi        | Chile, Kolumbien                              |                                                                                        |
| Midnight Traveler                                                           | Hassan Fazili Emelie Mahdavian | USA, Großbritannien, Katar, Kanada            |                                                                                        |
| Normal                                                                      | Adele Tulli                    | Italien, Schweden                             |                                                                                        |
| Schönheit & Vergänglichkeit                                                 | Annekatrin Hendel              | Deutschland                                   |                                                                                        |
| Searching Eva                                                               | Pia Hellenthal                 | Deutschland                                   |                                                                                        |
| Selfie                                                                      | Agostino Ferrente              | Frankreich, Italien                           |                                                                                        |
| Serendipity                                                                 | Prune Nourry                   | USA                                           |                                                                                        |
| Shooting the Mafia                                                          | Kim Longinotto                 | Irland, USA                                   |                                                                                        |
| Système K (System K)                                                        | Renaud Barret                  | Frankreich                                    |                                                                                        |
| Talking About Trees                                                         | Suhaib Gasmelbari              | Frankreich, Sudan, Deutschland, Tschad, Katar |                                                                                        |
| Western Arabs                                                               | Omar Shargawi                  | Dänemark, Niederlande                         |                                                                                        |
| What She Said: The Art of Pauline Kael                                      | Rob Garver                     | USA                                           | Sarah Jessica Parker, Quentin Tarantino, Alec Baldwin, David O. Russell, Paul Schrader |

### Forum
Die 49. Auflage des Forums soll 39 Filme im Hauptprogramm zeigen, darunter 31 Weltpremieren.
- African Mirror – Regie: Mischa Hedinger (Schweiz)
- Aidiyet (Belonging) – Regie: Burak Çevik (Türkei / Kanada / Frankreich)
- Bait – Regie: Mark Jenkin (Großbritannien)
- Breathless Animals – Regie: Lei Lei (USA)
- Chão (Landless) – Regie: Camila Freitas (Brasilien)
- Chun nuan hua kai (From Tomorrow on, I Will) – Regie: Ivan Marković, Wu Linfeng (Deutschland / Volksrepublik China / Serbien)
- Demons – Regie: Daniel Hui (Singapur)
- El despertar de las hormigas (Hormigas) – Regie: Antonella Sudasassi Furniss (Costa Rica / Spanien)
- Erde – Regie: Nikolaus Geyrhalter (Österreich)
- Fern von uns Regie: Verena Kuri, Laura Bierbrauer (Argentinien)
- Fortschritt im Tal der Ahnungslosen (Progress in the Valley of the People Who Don’t Know) – Regie: Florian Kunert (Deutschland)
- Fourteen – Regie: Dan Sallitt (USA)
- Fukuoka – Regie: Zhang Lu (Republik Korea)
- Heimat ist ein Raum aus Zeit – Regie: Thomas Heise (Deutschland / Österreich)
- Kameni govornici (The Stone Speakers) – Regie: Igor Drljača (Kanada / Bosnien und Herzegowina)
- Kimi no tori wa utaeru (And Your Bird Can Sing) – Regie: Sho Miyake (Japan)
- Die Kinder der Toten – Regie: Kelly Copper, Pavol Liska (Österreich)
- Lapü – Regie: César Alejandro Jaimes, Juan Pablo Polanco (Kolumbien)
- Malchik russkiy (A Russian Youth) – Regie: Alexander Solotuchin (Russische Föderation)
- Man you (Vanishing Days) – Regie: Zhu Xin (Volksrepublik China)
- Monștri. (Monsters.) – Regie: Marius Olteanu (Rumänien)
- Mother, I Am Suffocating. This Is My Last Film About You – Regie: Lemohang Jeremiah Mosese (Lesotho)
- MS Slavic 7 – Regie: Sofia Bohdanowicz, Deragh Campbell (Kanada)
- Nasht (Leakage) – Regie: Suzan Iravanian (Iran / Tschechische Republik)
- Ne croyez surtout pas que je hurle (Just Don’t Think I’ll Scream) – Regie: Frank Beauvais (Frankreich)
- Nos défaites (Our Defeats) – Regie: Jean-Gabriel Périot (Frankreich)
- Olanda – Regie: Bernd Schoch (Deutschland)
- Oufsaiyed Elkhortoum (Khartoum Offside) – Regie: Marwa Zein (Sudan / Norwegen / Dänemark)
- The Plagiarists – Regie: Peter Parlow (USA)
- Die Portugiesin (A portuguesa) – Regie: Rita Azevedo Gomes (Portugal)
- Querência (Homing) – Regie: Helvécio Marins Jr. (Brasilien / Deutschland)
- Retrospekt – Regie: Esther Rots (Niederlande / Belgien)
- A rosa azul de Novalis (The Blue Flower of Novalis) – Regie: Gustavo Vinagre, Rodrigo Carneiro (Brasilien)
- Serpentário (Serpentarius) – Regie: Carlos Conceição (Angola / Portugal)
- So Pretty – Regie: Jessie Jeffrey, Dunn Rovinelli (USA / Frankreich)
- Gli ultimi a vederli vivere (The Last to See Them) – Regie: Sara Summa (Deutschland)
- Une rose ouverte / Warda (An Open Rose) – Regie: Ghassan Salhab (Libanon)
- Weitermachen Sanssouci (Music and Apocalypse) – Regie: Max Linz (Deutschland)
- Years of Construction – Regie: Heinz Emigholz (Deutschland)

### Generation
Diese Berlinale-Sektion zeigt für Kinder und Jugendliche geeignete internationale Filmproduktionen. Zugelassen waren Langfilme mit einer Laufzeit von mindestens 60 Minuten und Kurzfilme mit maximal 20 Minuten Spieldauer, die innerhalb von zwölf Monaten vor Festivalbeginn fertiggestellt wurden. Ausländische Produktionen dürfen vorab auf einem außereuropäischen Festival gezeigt, im Ursprungsland im Fernsehen ausgestrahlt oder über Video-on-Demand vertrieben werden. Europäischen Filmen (ausgenommen deutschen Produktionen) ist es vorab erlaubt, im Ursprungsland, auf einem nationalen Festival bzw. expliziten Kinder- bzw. Jugendfilmfestival veröffentlicht oder eine nationale Kinoauswertung erfahren zu haben. Sektionsleiterin ist Maryanne Redpath. Die ersten Beitrage wurden im Dezember 2018 veröffentlicht.
Als Auszeichnung wird je ein Gläserner Bär von einer Kinder- (elf Berliner Kinder im Alter von 11 bis 14 Jahren) und Jugendjury (sieben Jugendliche zwischen 14 und 18 Jahren) an einen Spielfilm und einen Dokumentarfilm vergeben. Separat existiert eine internationale Generation-Kplus-Jury, die vom Deutschen Kinderhilfswerk gestiftete Geldpreise für den besten Lang- und Kurzfilm vergibt. Eine weitere internationale Jury vergibt im Auftrag der Bundeszentrale für politische Bildung ebenfalls einen Großen Preis für den besten Langfilm und einen Spezialpreis für den besten Kurzfilm.

#### Generation 14plus
Langfilme:
- House of Hummingbird (벌새, Beol-sae) – Regie: Bora Kim (Südkorea)
- The Body Remembers When the World Broke Open – Regie: Elle-Máijá Tailfeathers, Kathleen Hepburn (Kanada, Norwegen)
- Bulbul Can Sing – Regie: Rima Das (Indien)
- By the Name of Tania – Regie: Bénédicte Liénard, Mary Jiménez (Belgien, Niederlande) – Dokumentarfilm
- Espero tua (Re)volta (Your Turn) – Regie: Eliza Capai (Brasilien)
- Goldie – Regie: Sam de Jong (USA)
- Guo Chun Tian (The Crossing) – Regie: Bai Xue (VR China)
- Hölmö nuori sydän (Stupid Young Heart) – Regie: Selma Vilhunen (Finnland, Niederlande, Schweden)
- Knives and Skin – Regie: Jennifer Reeder (USA)
- The Magic Life of V – Regie: Tonislaw Christow (Finnland, Dänemark, Bulgarien)
- The Red Phallus – Regie: Tashi Gyeltshen (Bhutan, Deutschland, Nepal)
- Rekonstruktion Utøya (Reconstructing Utøya) – Regie: Carl Javér (Schweden, Norwegen, Dänemark) – außer Konkurrenz
- Ringside (Im Ring) – Regie: André Hörmann (Deutschland, USA)
- We Are Little Zombies – Regie: Makoto Nagahisa (Japan; Eröffnungsfilm der Sektion)

Kurzfilme:
- Cocodrilo (Crocodile) – Regie: Jorge Yúdice (Spanien)
- Four Quartets – Regie: Marco Alessi (Großbritannien)
- Hush – Regie: Armağan Ballantyne (Neuseeland)
- Kids – Regie: Michael Frei (Schweiz)
- Leaking Life – Regie: Shunsaku Hayashi (Japan)
- Liberty – Regie: Faren Humes (USA)
- Mientras las olas (Meanwhile the Waves) – Regie: Delfina Gavaldá, Carmen Rivoira (Großbritannien)
- Mosul 980 – Regie: Ali Mohammed Saeed (Irak, USA)
- Paula sans lui (About Love) – Regie: Maéva Bero (Frankreich)
- Les petites vagues (Little Waves) – Regie Ariane Louis-Seize (Kanada)
- Los rugidos que alejan la tormenta (The Roars That Keep the Storm Away) – Regie: Santiago Reale (Argentinien)
- Sœurs Jarariju (The Jarariju Sisters) – Regie: Jorge Cadena (Schweiz)
- Story – Regie: Jola Bańkowska (Polen)
- Tattoo – Regie: Farhad Delaram (Iran)
- Tigre (Tiger) – Regie: Delphine Deloget (Frankreich)
- Yulia & Juliet – Regie: Zara Dwinger (Niederlande)

#### Generation Kplus
Langfilme:
- 2040 – Regie: Damon Gameau (Australien) – Dokumentarfilm
- Anbessa – Regie: Mo Scarpelli (USA, Italien)
- Baracoa – Regie: Pablo Briones, The Moving Picture Boys (Schweiz, USA, Spanien)
- Cleo – Regie: Erik Schmitt (Deutschland; Eröffnungsfilm der Sektion)
- Une colonie (A Colony) – Regie: Geneviève Dulude-De Celles (Kanada)
- Daniel fait face (Daniel) – Regie: Marine Atlan (Frankreich)
- Di yi ci de li bie (A First Farewell) – Regie: Wang Lina (VR China)
- Driveways (Auffahrten) – Regie: Andrew Ahn (USA)
- Kinder – Regie: Nina Wesemann (Deutschland)
- Kok-du yi-ya-ki (Kokdu: A Story of Guardian Angels) – Regie: Kim Tae Yong (Südkorea)
- Lotte ja kadunud lohed (Lotte and the Lost Dragons) – Regie: Janno Põldma, Heiki Ernits (Estland, Lettland)
- Månelyst i Flåklypa (Louis & Luca – Mission to the Moon) – Regie: Rasmus A. Sivertsen (Norwegen)
- Meine wunderbar seltsame Woche mit Tess (Mijn bijzonder rare week met Tess) – Regie: Steven Wouterlood (Niederlande, Deutschland)
- Sune vs. Sune – Regie: Jon Holmberg (Schweden)
- Where We Belong – Regie: Jacqueline Zünd (Schweiz)

Kurzfilme:
- Ani – Regie: Josephine Stewart-Te Whiu (Neuseeland)
- Le dernier jour d’automne (The Last Day of Autumn) – Regie: Marjolaine Perreten (Schweiz, Belgien, Frankreich)
- Dian jiao jian (Tiptoe) – Regie: I-Ju Lin (Taiwan)
- Juste moi et toi (Just Me and You) – Regie: Sandrine Brodeur-Desrosiers (Kanada)
- Magralen – Regie: Maryam Zarei (Irak, Kanada)
- Nest – Regie: Sonja Rohleder (Deutschland)
- Pappa (Dad) – Regie: Atle Blakseth, Einar Dunsæd (Norwegen)
- Pouštět draka (The Kite) – Regie: Martin Smatana (Tschechische Republik, Slowakische Republik, Polen)
- El tamaño de las cosas (The Size of Things) – Regie: Carlos Felipe Montoya (Kolumbien)
- Zibilla – Regie: Isabelle Favez (Schweiz, Belgien, Frankreich) – außer Konkurrenz

Sondervorführungen
Zum 30-jährigen Bestehen der Jerusalem Sam Spiegel Film School (JSFS) wurden folgende Kurzfilme als herausragende Werke der Filmhochschule gezeigt:
- Chol – Regie: Omri Levy (1997)
- Diploma – Regie: Yaelle Kayam (2009)
- Eich ratsachti et Rabin (How I Killed Rabin) – Regie: Michael Alalu (2012)
- Hatatzpitanit (Lookout) – Regie: Noa Gusakov (2014)
- Milhama a’heret (A Different War) – Regie: Nadav Gal (2004)
- Mushkie – Regie: Aleeza Chanowitz (2015)

### Perspektive Deutsches Kino
Die auf Anregung von Dieter Kosslick 2002 entstandene Sektion Perspektive Deutsches Kino präsentiert sowohl kurze als auch lange Spiel-, Dokumentar- und Experimentalfilme von deutschen Nachwuchsfilmemachern mit einer Mindestlänge von 20 Minuten. Sie richtet sich an talentierte Regisseure, die am Beginn ihrer Laufbahn stehen. Eine vorherige Teilnahme der Beiträge an einem Filmfestival war kein Ausschlusskriterium. Sektionsleiterin ist Linda Söffker.
Unter den Beiträgen wird der Kompass-Perspektive-Preis (dotiert mit 5.000 Euro), „Kompagnon“-Förderpreis (Stipendium von 5000 Euro / 2500 Euro für Kurzfilme), der GWFF Preis Bester Erstlingsfilm (dotiert mit 50.000 Euro) und der Glashütte Original Dokumentarfilmpreis (dotiert mit 50.000 Euro) vergeben.
Die bislang bekanntgegebenen Beiträge (exkl. der Preisträgerfilm des Spielfilmwettbewerbs des Max Ophüls Preis 2019):
Dokumentarfilme:
- 6Minuten66 – Regie: Katja Feldmeier, Julius Feldmeier (Gastbeitrag in der Sektion)
- Berlin Bouncer – Regie: David Dietl
- Born in Evin – Regie: Maryam Zaree
- Die Grube – Regie: Hristiana Raykova
- Das innere Leuchten – Regie: Stefan Sick
- Tackling Life – Regie: Johannes List (Gastbeitrag in der Sektion, Gewinner des First Steps Award 2018)

Spielfilme:
- easy love – Regie: Tamer Jandali (mit Stella Vivien Dhingra, Sophia Seidenfaden, Sönke Andersen, Lenika Lukas)
- Die Einzelteile der Liebe – Regie: Miriam Bliese (mit Birte Schnöink, Ole Lagerpusch)
- Dreissig – Regie: Simona Kostova (mit Övünç Güvenişik, Pascal Houdus, Raha Emami Khansari, Kara Schröder, Henner Borchers, Anja Langer)
- Dust – Regie: Udita Bhargava (mit Morten Holst, Vinay Pathak, Abu Bakr Golu, Kalyanee Mulay, Babita Goyal)
- Fisch lernt fliegen – Regie: Deniz Cooper (mit Salka Weber, Alessandro Bressanello, Julia Edtmeier, Florian Carove, Dominic Oley)
- Heute oder morgen – Regie: Thomas Moritz Helm (mit Paula Knüpling, Maximilian Hildebrandt, Tala Gouveia)
- Off Season – Regie: Henning Beckhoff (mit Godehard Giese, Franziska Petri)
- Oray – Regie: Mehmet Akif Büyükatalay (mit Zejhun Demirov, Deniz Orta, Cem Göktaş, Ferhat Keskin, Mikael Bajrami)

### Berlinale Special
Filme
- Die Epoche des Menschen (Anthropocene: The Human Epoch) – Regie: Jennifer Baichwal, Nicholas de Pencier, Edward Burtynsky (Kanada) – Dokumentarfilm
- Der Junge, der den Wind einfing – Regie: Chiwetel Ejiofor (Großbritannien)
- Brecht – Regie: Heinrich Breloer (Deutschland / Österreich)
- So wie du mich willst (Celle que vous croyez) – Regie: Safy Nebbou (Frankreich)
- Es hätte schlimmer kommen können – Mario Adorf – Regie: Dominik Wessely (Deutschland) – Dokumentarfilm
- Gully Boy – Regie: Zoya Akhtar (Indien)
- Lampenfieber – Regie: Alice Agneskirchner (Deutschland)
- El Norte (The North) – Regie: Gregory Nava (USA 1984)
- Peter Lindbergh – Women Stories – Regie: Jean Michel Vecchiet (Deutschland) – Dokumentarfilm
- Photograph – Ein Foto verändert ihr Leben für immer (Photograph) – Regie: Ritesh Batra (Indien / Deutschland / USA)
- Watergate – Or: How We Learned to Stop an Out of Control President – Regie: Charles Ferguson (USA) – Dokumentarfilm
- Weil Du nur einmal lebst – Die Toten Hosen auf Tour – Regie: Cordula Kablitz-Post, Konzertdirektor Paul Dugdale (Deutschland) – Dokumentarfilm

Berlinale Series
- Hanna (Amazon Prime Video) – Regie: Sarah Adina Smith (Großbritannien) – mit Esmé Creed-Miles, Joel Kinnaman, Mireille Enos
- M – Eine Stadt sucht einen Mörder (ORF, TVNOW) – Regie: David Schalko (Österreich) – mit Sarah Viktoria Frick, Verena Altenberger, Christian Dolezal, Gerhard Liebmann, Lars Eidinger, Sophie Rois, Moritz Bleibtreu, Bela B, Udo Kier
- Il était une seconde fois (Twice Upon A Time) (Arte) – Regie: Guillaume Nicloux (Frankreich) – mit Gaspard Ulliel, Freya Mavor
- Quicksand – Im Traum kannst du nicht lügen (Störst av allt, Netflix) – Regie: Per-Olav Sørensen (Schweden) – mit Hanna Ardéhn, Felix Sandman, William Spetz, David Dencik, Reuben Sallmander
- 8 Tage (Sky Deutschland) – Regie: Stefan Ruzowitzky, Michael Krummenacher, Idee: Rafael Parente, Peter Kocyla (Deutschland) – mit Christiane Paul, Mark Waschke, Lena Klenke, Fabian Hinrichs, Nora Waldstätten, Devid Striesow, Henry Hübchen, Murathan Muslu, David Schütter, Luisa-Céline Gaffron, Claude Heinrich
- False Flag 2 (Keshet Broadcasting) – Regie: Oded Ruskin, Idee: Maria Feldman und Leora Kamenetzky (Israel) – mit Miki Leon, Hanna Azoulay Hasfari, Neta Riskin, Yiftach Klein, Yousef Sweid, Lihi Kornowski, Moran Rosenblatt, Hani Furstenberg, Angel Bonanni
- Bedrag III (Follow the Money III) (DR1) – Regie: Søren Balle, Idee: Jeppe Gjervig Gram (Dänemark) – mit Thomas Hwan, Esben Smed, Maria Rich

### Retrospektive
Seit 1977 werden in Zusammenarbeit mit der Deutschen Kinemathek filmhistorische Retrospektiven auf der Berlinale veranstaltet. 2019 widmete sich die Retrospektive unter dem Titel „Selbstbestimmt. Perspektiven von Filmemacherinnen“ dem Filmschaffen von Regisseurinnen in der Zeit von 1968 bis 1999. Dabei sollte ein Bogen von May Spils’ Zur Sache, Schätzchen (1968), Im Innern des Wals (1985) von Doris Dörrie bis hin zum Dokumentarfilm Mit Haut und Haar (1999) von Martina Döcker und Crescentia Dünßer gespannt werden. Ergänzend wurden ca. 20 kurze und mittellange Filme in Einzelprogrammen als Vorfilme ins Programm aufgenommen. Die Retrospektive schloss thematisch an die Berlinale 2016 an, deren Retrospektive „Deutschland 1966 – Filmische Perspektiven in Ost und West“ an den Beginn der Karrieren westdeutscher Regisseurinnen erinnerte. Zu Gesprächen wurden u. a. die Regisseurinnen Katja von Garnier, Iris Gusner, Jeanine Meerapfel, Helke Misselwitz, Helke Sander, Evelyn Schmidt, Ula Stöckl und Margarethe von Trotta eingeladen.

## Preisträger
Internationaler Wettbewerb
- Goldener Bär: Synonymes von Nadav Lapid
- Silberner Bär – Großer Preis der Jury: Gelobt sei Gott (Grâce à Dieu) von François Ozon
- Alfred-Bauer-Preis: Systemsprenger von Nora Fingscheidt
- Silberner Bär – Beste Regie: Angela Schanelec (Ich war zuhause, aber…)
- Silberner Bär – Beste Darstellerin: Yong Mei (Di jiu tian chang)
- Silberner Bär – Bester Darsteller: Wang Jingchun (Di jiu tian chang)
- Silberner Bär – Bestes Drehbuch: Maurizio Braucci, Claudio Giovannesi und Roberto Saviano – Paranza – Der Clan der Kinder (La paranza dei bambini)
- Silberner Bär – Herausragende künstlerische Leistung: Kameramann Rasmus Videbæk – Pferde stehlen (Ut og stjæle hester)

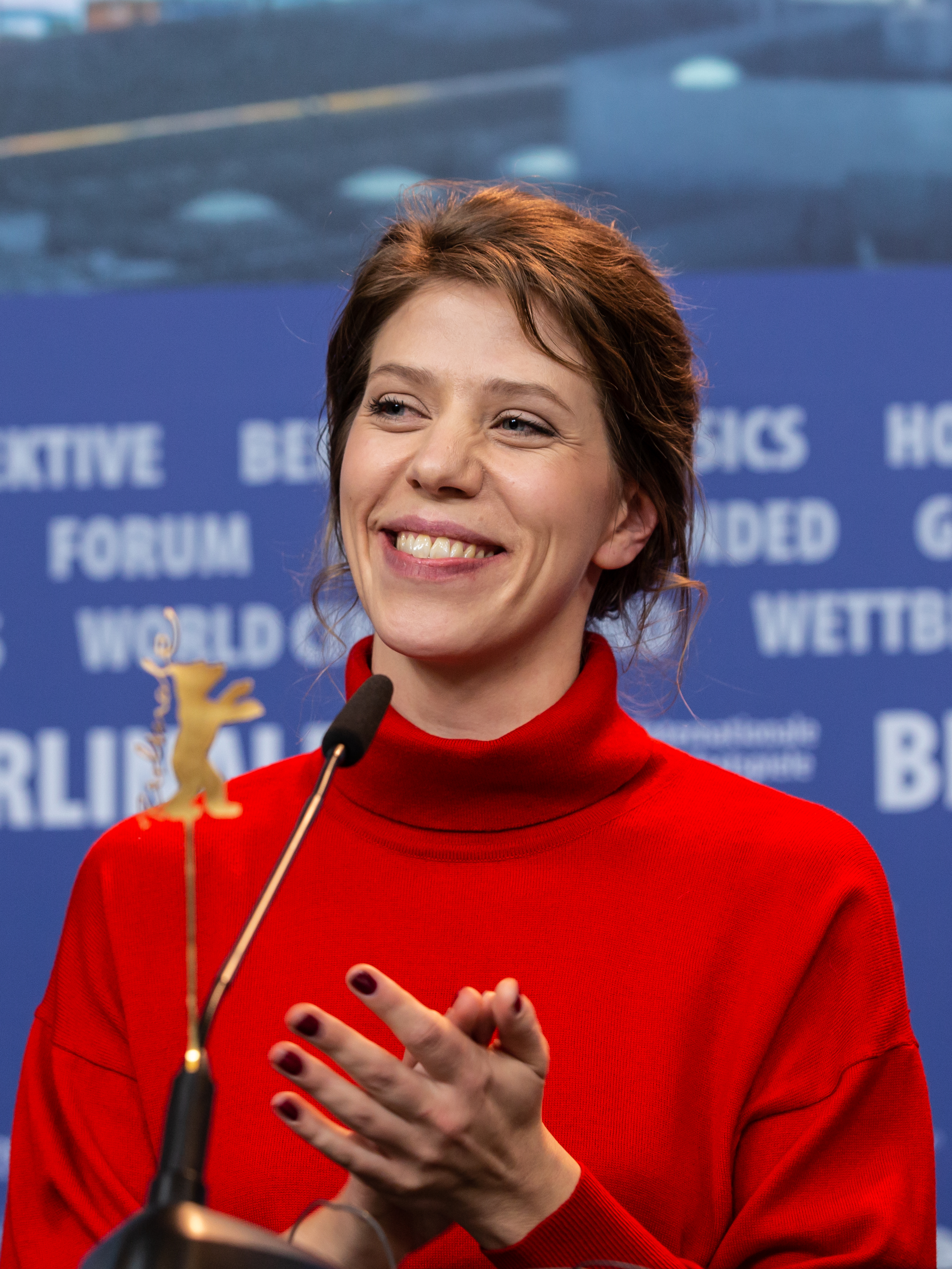
Nora Fingscheidt (Systemsprenger)
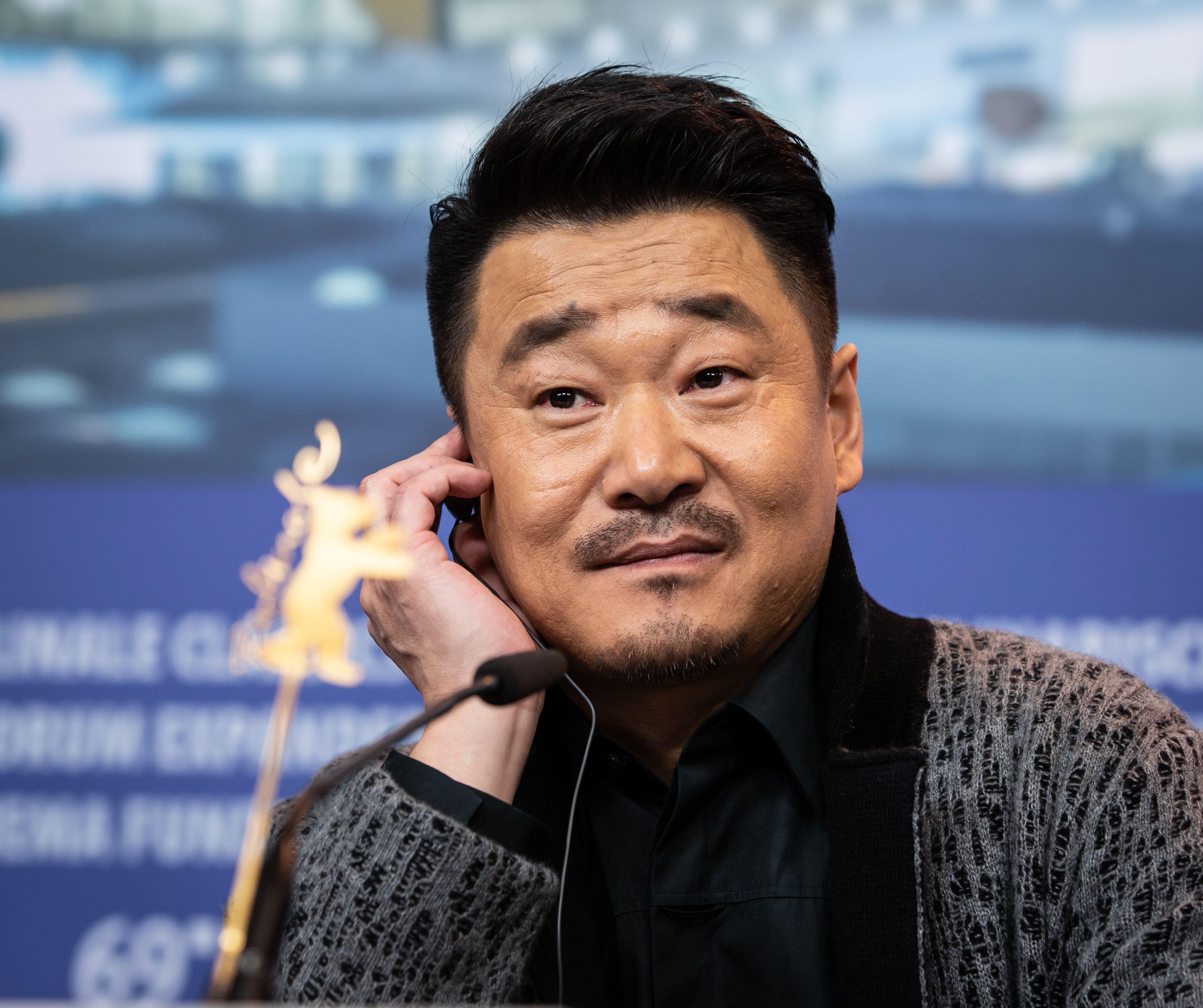
Wang Jingchun (Di jiu tian chang)
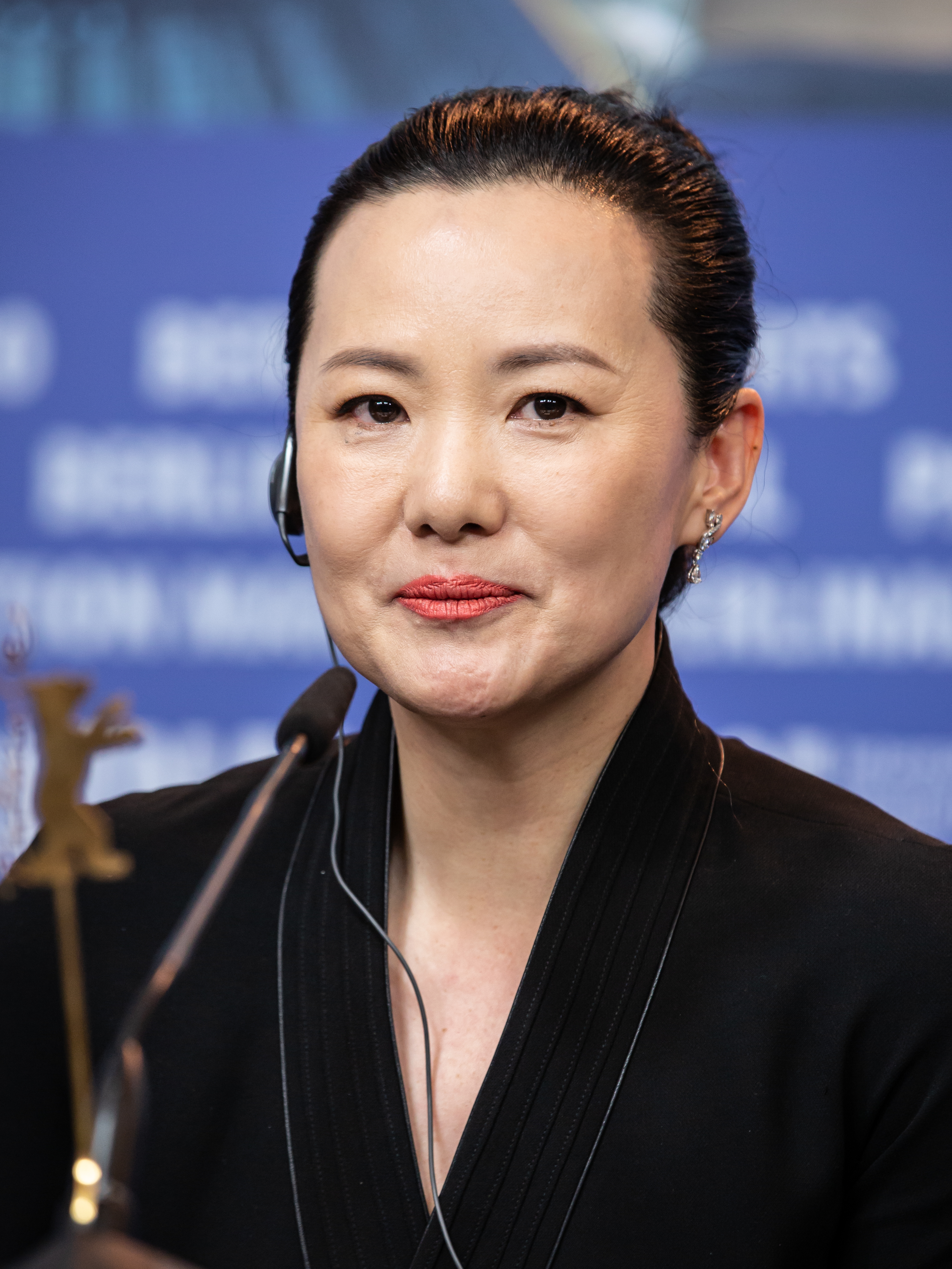
Yong Mei (Di jiu tian chang)

Berlinale Shorts
- Goldener Bär für den besten Kurzfilm: Umbra von Florian Fischer und Johannes Krell
- Silberner Bär – Preis der Jury: Blue Boy von Manuel Abramovich
- Audi Short Film Award: Rise von Bárbara Wagner und Benjamin de Burca
- Audi Short Film Award – Lobende Erwähnung: Omarska von Varun Sasindran

Dokumentarfilm
- Glashütte Original Dokumentarfilmpreis: Talking About Trees von Suhaib Gasmelbari

Erstlingsfilm
- Bester Erstlingsfilm: Oray von Mehmet Akif Büyükatalay

Unabhängige Jurys
- Preis der Ökumenischen Jury: Gott existiert, ihr Name ist Petrunya von Teona Strugar Mitevska (Wettbewerb), Buoyancy von Rodd Rathjen (Panorama), Erde von Nikolaus Geyrhalter (Forum)
- FIPRESCI-Preis: Synonymes von Nadav Lapid (Wettbewerb), Dafne von Federico Bondi (Panorama), Die Kinder der Toten von Kelly Copper, Pavol Liska (Forum)
- Teddy Award: Breve historia del planeta verde (Brief Story from the Green Planet) von Santiago Loza (Spielfilm und Teddy Readers’ Award powered by queer.de), Lemebel von Joanna Reposi Garibaldi (Dokumentar-/Essayfilm), Entropia von Flóra Anna Buda (Kurzfilm), A Dog Barking at the Moon von Xiang Zi (Special Jury Award), Falk Richter (Special Teddy Award)
- Gilde-Filmpreis: Gott existiert, ihr Name ist Petrunya von Teona Strugar Mitevska
- CICAE-Preis: 37 Seconds von HIKARI (Panorama), Nos défaites von Jean-Gabriel Périot (Forum)
- Label Europa Cinemas: Šavovi von Miroslav Terzić
- Panorama Publikumspreis
  - Bester Spielfilm: 37 Seconds von HIKARI
  - Bester Dokumentarfilm: Talking About Trees von Suhaib Gasmelbari
- Caligari-Filmpreis: Heimat ist ein Raum aus Zeit von Thomas Heise
- Friedensfilmpreis: Espero tua (Re)volta (Your Turn) von Eliza Capai, Lobende Erwähnung: Système K von Renaud Barret, Midnight Traveler von Hassan Fazili
- Amnesty-International-Filmpreis: Espero tua (Re)volta (Your Turn) von Eliza Capai
- Heiner-Carow-Preis der DEFA-Stiftung: Schönheit & Vergänglichkeit von Annekatrin Hendel
- Leserpreis der Berliner Morgenpost: Systemsprenger von Nora Fingscheidt (Wettbewerb)
- Leserpreis des Tagesspiegels: Monștri. von Marius Olteanu (Forum)
- Kompass-Perspektive-Preis: Born in Evin von Maryam Zaree
- Kompagnon-Förderpreise: Transit Times von Ana-Felicia Scutelnicu, To Be Continued (AT) von Julian Pörksen
- ARTEKino International Prize: A Responsible Adult von Shira Geffen, produziert von Marker Films (Israel)
- Eurimages Co-Production Development Award: Avalon PC (Spanien) für Alcarràs (Regie: Carla Simón)
- VFF Talent Highlight Award: Produzent Vincenzo Cavallo (Kenia) für Bufis (Regie: Mahad Ahmed)